# Щедрик (рід)
Ще́дрик (Serinus) — рід горобцеподібних птахів родини В'юркові (Fringillidae).

## Види
- Serinus alario — аларіо
- Serinus canaria — канарка
- Serinus canicollis — щедрик сивошиїй
- Serinus estherae — щедрик острівний
- Serinus flavivertex — щедрик цитриновий
- Serinus nigriceps — щедрик ефіопський
- Serinus pusillus — щедрик королівський
- Serinus serinus — щедрик європейський
- Serinus syriacus — щедрик сирійський